# Herb Radkowa
Herb Radkowa – jeden z symboli miasta Radków i gminy Radków w postaci herbu, ustanowiony 30 czerwca 2011 r.

## Wygląd i symbolika
Herb przedstawia w polu błękitnym srebrny, ceglany, blankowany mur miejski z trzema srebrnymi wieżami zwieńczonymi czerwonymi stożkowymi dachami. Na szczycie każdego z nich złota kula. Środkowa wieża jest nieco wyższa o dwóch pozostałych i ma trzy okna łukowe w układzie jedno nad dwoma; pozostałe baszty - po jednym oknie łukowym. W murze otwór bramny z podniesioną ponad połowę wysokości złotą kratą.

## Historia
Wizerunek herbowy pochodzi z szesnastego stulecia.
Do 2011 r. herb przedstawiał w polu błękitnym mur miejski barwy czerwonej z blankami. Mur posiadał bramę z opuszczoną w połowie kratą barwy czarnej. Nad murem umieszczone były trzy wieże barwy czerwonej, z blankami, posiadające dachy barwy czerwonej w kształcie trójkąta zakończone gałkami barwy błękitnej. Wieże boczne posiadały jeden otwór strzelniczy, wieża środkowa - trzy.

Herb do 2011 roku.
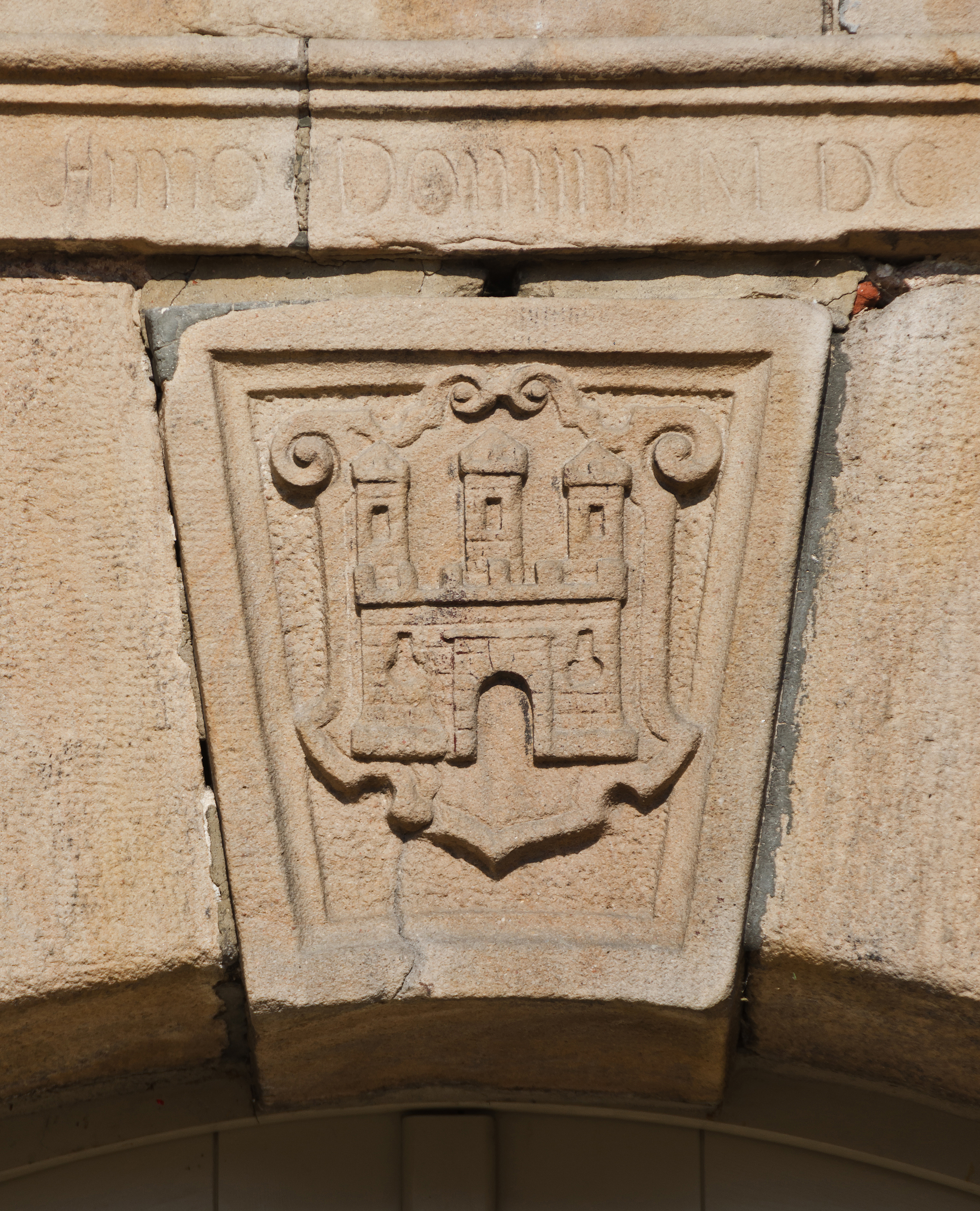
Herb na Ratuszu w Radkowie